# بوصير جداري
البوصير الجَداري (باللاتينية: Verbascum gadarense) نوع نباتي يتبع جنس البوصير من الفصيلة الغدبية.

## الموئل والانتشار
موطنه بلاد الشام.